# Александар Костић (психолог)
Александар Костић (Београд, 14. децембар 1947) српски је психолог и академик, редовни члан састава Српске академије науке и уметности од 8. новембра 2018.

## Биографија
Завршио је основне студије психологије на Филозофском факултету Универзитета у Београду 1976. године, магистарске на Универзитету у Конектикату 1981. и докторске 1983. Радио је као редовни професор на Одељењу за психологију Филозофског факултета Универзитета у Београду до пензије. Истраживао је и радио у областима когнитивне психологије, психолингвистике и рачунарске лингвистике. Био је главни и одговорни уредник часописа Психологија 2010—2013. Редовни је члан састава Српске академије науке и уметности од 8. новембра 2018, председник Стручног савета Аудиовизуелног архива и центра за дигитализацију САНУ, члан Савета Галерије науке и технике САНУ и члан Научног већа Географског института „Јован Цвијић” САНУ. Председник је Одбора за филозофију и друштвену теорију Одељења друштвених наука САНУ, члан Одбора САНУ за проучавање Косова и Метохије, члан Одбора САНУ за високо образовање и члан Одбора САНУ за проучавање репресије. Добитник је награде „Борислав Стевановић” за допринос науци од Друштва психолога Србије.